# David Johnson
David Edward Johnson (født 23. oktober 1951 i Liverpool, England, død 23. november 2022) var en engelsk fodboldspiller, der spillede som angriber. Han var på klubplan primært tilknyttet Everton F.C. og Liverpool F.C. i sin fødeby, samt Ipswich Town. Med både Everton og Liverpool vandt han det engelske mesterskab, og med Liverpool blev det også til tre triumfer i Mesterholdenes Europa Cup.
Johnson blev desuden noteret for otte kampe og seks scoringer for Englands landshold. Han repræsenterede sit land ved EM i 1980 i Italien.

## Titler
Engelsk 1. division
- 1970 med Everton F.C.
- 1977, 1979, 1980 og 1982 med Liverpool F.C.

Football League Cup
- 1981 og 1982 med Liverpool F.C.

Charity Shield
- 1970 med Everton F.C.
- 1977, 1979 og 1980 med Liverpool F.C.

Mesterholdenes Europa Cup
- 1977, 1978 og 1981 med Liverpool F.C.

UEFA Super Cup
- 1977 med Liverpool F.C.